# Приз ФІПРЕССІ (Берлінський кінофестиваль)
Приз Міжнародної федерації кінопреси, скорочено Приз ФІПРЕССІ (фр. Prix FIPRESCI), відомий також як Приз Міжнародної критики — спеціальний приз, який з 1957 року журі Міжнародної федерації кінопреси (FIPRESCI) вручає на Берлінському міжнародному кінофестивалі за найкращий, на думку кінокритиків, фільм.
Переможець нагороджується дипломом, на якому обов'язково має бути вказане ім'я режисера та назва фільму. Журі має право не вручати свій головний приз.

## Лауреати
| Рік  | Фільм | Оригінальна назва                                                                                           | Режисер | Країна | Секція |
| ---- | --- | --- | --- | --- | --- |
| 1957 | Жінка у халаті                                                                                              | Woman in a Dressing Gown                                                                                    | Джей Лі Томпсон                                                                                             | Велика Британія                                                                                             | Конкурс |
| 1957 | Будь мені дорогий                                                                                           | Ingen tid til kaertegn                                                                                      | Аннеліз Говманд                                                                                             | Данія | |
| 1958 | Важкий шлях в Александрію                                                                                   | Ice Cold in Alex                                                                                            | Джей Лі Томпсон                                                                                             | Велика Британія                                                                                             | |
| 1958 | Сунична галявина                                                                                            | Smultronstället                                                                                             | Інгмар Бергман                                                                                              | Швеція | Конкурс |
| 1958 | Ягуар | Der Jaguar-Tanz Jaguar                                                                                      | Шон Грехем                                                                                                  | Гана | к/м |
| 1959 | Троє негідників у прихованій фортеці                                                                        | 隠し砦の三悪人 (Kakushi toride no san akunin)                                                               | Акіра Куросава                                                                                              | Японія | Конкурс |
| 1960 | Сердита тиша                                                                                                | The Angry Silence                                                                                           | Гай Грін | Велика Британія                                                                                             | |
| 1961 | Ніч | La notte | Мікеланджело Антоніоні                                                                                      | Італія | Конкурс |
| 1962 | Зоопарк (к/м)                                                                                               | Zoo | Берт Ганстра                                                                                                | Нідерланди                                                                                                  | Конкурс |
| 1963 | Возз'єднання                                                                                                | La rimpatriata                                                                                              | Даміано Даміані                                                                                             | Італія | |
| 1963 | Молоді Афродіти                                                                                             | Μικρές Αφροδίτες (Mikrés Aphrodítes)                                                                        | Нікос Кундурос                                                                                              | Греція | Конкурс |
| 1964 | Відвідувач                                                                                                  | La visita                                                                                                   | Антоніо П'єтранджелі                                                                                        | Італія | |
| 1964 | Чоловіча компанія                                                                                           | Herrenpartie                                                                                                | Вольфганг Штаудте                                                                                           | ФРН | Конкурс |
| 1965 | Відраза | Repulsion                                                                                                   | Роман Полянський                                                                                            | Велика Британія                                                                                             | Конкурс |
| 1965 | Кохання 65                                                                                                  | Kärlek 65                                                                                                   | Бу Відерберг                                                                                                | Швеція | |
| 1966 | Сезони нашого кохання                                                                                       | Le Stagioni del nostro amore                                                                                | Флорестано Ванчіні                                                                                          | Італія | |
| 1967 | Наступного року, в цей же час                                                                               | Alle Jahre wieder                                                                                           | Ульріх Шамоні                                                                                               | ФРН | Конкурс |
| 1968 | Невинність без захисту                                                                                      | Nevinost Bez Zastite                                                                                        | Душан Макавеєв                                                                                              | СФРЮ | Конкурс |
| 1969 | не присуджували                                                                                             | не присуджували                                                                                             | не присуджували                                                                                             | не присуджували                                                                                             | не присуджували                                                                                             |
| 1970 | Фестиваль було перервано за два дні до оголошення переможців, через суперечності, спричинені фільмом О. К.. | Фестиваль було перервано за два дні до оголошення переможців, через суперечності, спричинені фільмом О. К.. | Фестиваль було перервано за два дні до оголошення переможців, через суперечності, спричинені фільмом О. К.. | Фестиваль було перервано за два дні до оголошення переможців, через суперечності, спричинені фільмом О. К.. | Фестиваль було перервано за два дні до оголошення переможців, через суперечності, спричинені фільмом О. К.. |
| 1970 | Особливі згадки фільмам з країн Латинської Америки                                                          | | | | |
| 1971 | Реконструкція                                                                                               | Αναπαράσταση (Anaparastasi)                                                                                 | Тодорос Ангелопулос                                                                                         | Греція | |
| 1971 | В. Р. Містерії організму                                                                                    | W.R. — Misterije organizma                                                                                  | Душан Макавеєв                                                                                              | СФРЮ | |
| 1971 | Аргентина, травень 1969: Шляхи звільнення (документальний)                                                  | Argentina, mayo de 1969: Los caminos de la liberación                                                       | Кінозамальовки                                                                                              | Аргентина                                                                                                   | |
| 1971 | Особливі згадки фільмам в секції «Форум»                                                                    | | | | |
| 1972 | Аудієнція                                                                                                   | L'udienza                                                                                                   | Марко Феррері                                                                                               | Італія Франція                                                                                              | |
| 1972 | Сімейне життя                                                                                               | Family Life                                                                                                 | Кен Лоуч | Велика Британія                                                                                             | |
| 1973 | Криваве весілля                                                                                             | Les Noces rouges                                                                                            | Клод Шаброль                                                                                                | Франція Італія                                                                                              | |
| 1973 | Дні 1936 року                                                                                               | Μέρες του '36 (Méres tou 36)                                                                                | Тодорос Ангелопулос                                                                                         | Греція | |
| 1973 | Сезонний робітник                                                                                           | Lo Stagionale                                                                                               | Альваро Бізаррі                                                                                             | Швеція | |
| 1974 | Життя, що завмерло                                                                                          | Tabiate bijan                                                                                               | Сохраб Шахід Салесс                                                                                         | Іран | Конкурс |
| 1974 | Сватання Анни                                                                                               | Το προξενιό της Άννας (To proxenió tis Ánnas)                                                               | Пантеліс Вулгаріс                                                                                           | Греція | |
| 1974 | Особливі згадки грецьким фільмам секції «Форум»                                                             | | | | |
| 1975 | Далеко від дому                                                                                             | Dar Ghorbat                                                                                                 | Сохраб Шахід Салесс                                                                                         | ФРН Іран | |
| 1975 | Хор | Chorus | Мрінал Сен                                                                                                  | Індія | |
| 1975 | Калина червона                                                                                              | Калина красная                                                                                              | Василь Шукшин                                                                                               | СРСР | |
| 1975 | Щоденник | Tagebuch | Рудольф Томе                                                                                                | Німеччина                                                                                                   | |
| 1975 | | Istenmezején 1972-73-ban                                                                                    | Юдіт Елек                                                                                                   | Угорщина | |
| 1975 | Ніхто або всі (документальний)                                                                              | Matti da slegare                                                                                            | Сільвано Агості, Марко Белоккьо, Сандро Петралья та Стефано Руллі                                           | Італія | |
| 1976 | Довгі канікули 36-го                                                                                        | Las largas vacaciones del 36                                                                                | Хайме Каміно                                                                                                | Іспанія | |
| 1976 | Божественний план (документальний)                                                                          | Chhatrabhang                                                                                                | Ніна Шівдасані                                                                                              | Індія | |
| 1976 | Лист з мого села                                                                                            | Kaddu Beykat                                                                                                | Сейфі Фей                                                                                                   | Сенегал | |
| 1977 | Сходження                                                                                                   | Восхождение                                                                                                 | Лариса Шепітько                                                                                             | СРСР | |
| 1977 | Духмяний кошмар                                                                                             | Mababangong bangungot                                                                                       | Кідлат Тахімік                                                                                              | Філіппіни                                                                                                   | |
| 1977 | Данина Їлмазу Ґюнею за його роботи                                                                          | | | | |
| 1978 | Щасливі роки мого батька                                                                                    | Apám néhány boldog éve                                                                                      | Шандо Шимо                                                                                                  | Угорщина | |
| 1978 | Коло | دایرهٔ مینا (Dayereh-ye Mina)                                                                                | Даріюш Мехрджуї                                                                                             | Іран | |
| 1979 | Альберт — чому?                                                                                             | Albert — Warum?                                                                                             | Йозеф Родль                                                                                                 | Німеччина                                                                                                   | |
| 1979 | Мій шлях додому                                                                                             | My Way Home                                                                                                 | Білл Дуглас                                                                                                 | Велика Британія                                                                                             | |
| 1979 | Кінокамера (документальний)                                                                                 | La Macchina cinema                                                                                          | Сільвано Агості, Марко Беллокьо, Сандро Петралья та Стефано Руллі                                           | Італія | |
| 1980 | Соло Санні                                                                                                  | Solo Sunny                                                                                                  | Конрад Вольф та Вольфганг Кольхаазе                                                                         | НДР | Конкурс |
| 1980 | Голодні роки: В країні достатку (телевізійний)                                                              | Hungerjahre — in einem reichen Land                                                                         | Ютта Брюкнер                                                                                                | ФРН | |
| 1980 | Всередині ЦРУ                                                                                               | On Company Business                                                                                         | Аллан Франкович                                                                                             | США | |
| 1981 | Човен повний                                                                                                | Das Boot ist voll                                                                                           | Маркус Імгоф                                                                                                | Швейцарія                                                                                                   | Конкурс |
| 1981 | Дякую, нічого                                                                                               | Köszönöm, megvagyunk                                                                                        | Ласло Лугоші                                                                                                | Угорщина | |
| 1981 | Діалог з жінкою, що пішла (документальний)                                                                  | Dialogue with a woman departed                                                                              | Лео Гарвітц                                                                                                 | США | |
| 1981 | Забійник овець                                                                                              | Killer of Sheep                                                                                             | Чарльз Бернетт                                                                                              | США | |
| 1981 | Данина Їлмазу Ґюнею за всі його роботи                                                                      | | | | |
| 1982 | Тремтіння                                                                                                   | Dreszcze | Войцех Марчевський                                                                                          | Польща | Конкурс |
| 1982 | Пастораль                                                                                                   | პასტორალი / Пастораль                                                                                       | Отар Іоселіані                                                                                              | СРСР | Форум |
| 1982 | Біографії                                                                                                   | Lebensläufe                                                                                                 | Вінфред Юнге                                                                                                | НДР | Форум |
| 1982 | Наш голос землі, пам'яті і майбутнього                                                                      | Nuestra voz de tierra, memoria y futuro                                                                     | Марта Родрігез та Хорхе Сільва                                                                              | Колумбія | Форум |
| 1983 | Сезон в Хаккарі                                                                                             | Hakkâri'de Bir Mevsim                                                                                       | Ерден Кірал                                                                                                 | Німеччина Туреччина                                                                                         | Конкурс |
| 1983 | Поліна на пліжі                                                                                             | Pauline à la plage                                                                                          | Ерік Ромер                                                                                                  | Франція | Конкурс |
| 1983 | Попіл і вугілля                                                                                             | Ashes and Embers                                                                                            | Гаїль Геріма                                                                                                | США | Форум |
| 1983 | Буш співає — Шість фільмів про першу половину ХХ століття (документальний)                                  | Busch singt — Sechs Filme über die erste Hälfte des 20. Jahrhunderts                                        | Конрад Вольф, Петер Войт, Людвіг Гоффманн, Ервін Буркерт та Райнер Бредемейєр                               | НДР | Форум |
| 1984 | Потоки любові                                                                                               | Love Streams                                                                                                | Джон Кассаветіс                                                                                             | США | Конкурс |
| 1984 | Смішна брудна маленька війна                                                                                | No habrá más penas ni olvido                                                                                | Ектор Олівера                                                                                               | Аргентина                                                                                                   | Конкурс |
| 1984 | Японське село Фуруяшікімура                                                                                 | Nippon-koku Furuyashiki-mura                                                                                | Сінсуке Огава                                                                                               | Японія | Форум |
| 1985 | Токійський процес                                                                                           | 東京裁判 (Tōkyō Saiban)                                                                                     | Масакі Кобаясі                                                                                              | Японія | Поза конкурсом                                                                                              |
| 1985 | Таємна честь                                                                                                | Secret Honor                                                                                                | Роберт Аотман                                                                                               | США | Форум |
| 1985 | Двадцять років потому                                                                                       | Cabra Marcado para Morrer                                                                                   | Едуарду Коутінью                                                                                            | Бразилія | Форум |
| 1986 | Штаммхайм                                                                                                   | Stammheim — Die Baader-Meinhof-Gruppe vor Gericht                                                           | Райнгард Гауф                                                                                               | ФРН | Конкурс |
| 1986 | Шоа | Shoah | Клод Ланцман                                                                                                | Франція | Форум |
| 1986 | Жінка з провінції                                                                                           | Kobieta z prowincji                                                                                         | Анджей Баранський                                                                                           | Польща | Форум |
| 1986 | Час жити і час помирати                                                                                     | 童年往事 (Tong nien wang shi)                                                                               | Хоу Сяосянь                                                                                                 | Тайвань | |
| 1986 | Данина Габору Боді                                                                                          | | | | |
| 1987 | Тема | Тема | Гліб Панфілов                                                                                               | СРСР | Конкурс |
| 1987 | Сокиріада                                                                                                   | Siekierezada                                                                                                | Вітольд Лещинський                                                                                          | Польща | Форум |
| 1987 | Як удома, як справи?                                                                                        | Varatz lapter                                                                                               | Агасі Айвазян                                                                                               | СРСР | |
| 1988 | Комісар | Комиссар | Олександр Аскольдов                                                                                         | СРСР | Конкурс |
| 1988 | Дані, Мічі, Ренато і Макс (документальний)                                                                  | Dani, Michi, Renato & Max                                                                                   | Рішар Діндо                                                                                                 | Швейцарія                                                                                                   | Форум |
| 1989 | Банда чотирьох                                                                                              | La Bande des quatre                                                                                         | Жак Ріветт                                                                                                  | Франція Швейцарія                                                                                           | Конкурс |
| 1989 | Документатор                                                                                                | A dokumentátor                                                                                              | Іштван Дардаї та Дьєрді Салаї                                                                               | Угорщина | Форум |
| 1989 | Завдяки тій війні                                                                                           | בגלל המלחמה ההיא (Biglal Hamilkhama Hahi)                                                                   | Орна Бен-Дор Нів                                                                                            | Ізраїль | Форум |
| 1990 | Караул | Караул | Олександр Рогожкін                                                                                          | СРСР | Конкурс |
| 1990 | При смерті (документальний)                                                                                 | Near Death                                                                                                  | Фредерік Вайсман                                                                                            | США | Форум |
| 1991 | Маленький злочинець                                                                                         | Le Petit Criminel                                                                                           | Жак Дуайон                                                                                                  | Франція | Конкурс |
| 1991 | Стіна | Die Mauer                                                                                                   | Юрген Бехтер                                                                                                | Німеччина                                                                                                   | Форум |
| 1992 | Зимова казка                                                                                                | Conte d'hiver                                                                                               | Ерік Ромер                                                                                                  | Франція | Конкурс |
| 1992 | Життя богеми                                                                                                | Boheemielämää                                                                                               | Акі Каурісмякі                                                                                              | Франція Фінляндія                                                                                           | Форум |
| 1992 | Едвард II                                                                                                   | Edward II                                                                                                   | Дерек Джармен                                                                                               | Велика Британія                                                                                             | Форум |
| 1993 | Горила купається опівдні                                                                                    | Gorilla Bathes at Noon                                                                                      | Душан Макавеєв                                                                                              | СФРЮ Німеччина                                                                                              | Поза конкурсом                                                                                              |
| 1993 | Задля забави                                                                                                | 找乐 (Zhao le)                                                                                              | Нін Ін | КНР | Форум |
| 1993 | Кривавий ранок                                                                                              | Xuese Qingchen                                                                                              | Лі Шаохун                                                                                                   | КНР | |
| 1993 | Сімейний портрет                                                                                            | Sishi puhuo                                                                                                 | Лі Шаохун                                                                                                   | КНР | |
| 1993 | Мама | 妈妈 (Mama)                                                                                                 | Чжан Юань                                                                                                   | КНР | Форум |
| 1994 | Сонечко, відлети на небо                                                                                    | Ladybird, Ladybird                                                                                          | Кен Лоуч | Велика Британія                                                                                             | Конкурс |
| 1994 | Тігреро: Фільм, який ніколи не був знятий                                                                   | Tigrero: A Film That Was Never Made                                                                         | Міка Каурісмякі                                                                                             | Фінляндія                                                                                                   | Форум |
| 1995 | Дим | Smoke | Пол Остер та Вейн Ван                                                                                       | США | Конкурс |
| 1995 | Громадянин Ланглуа                                                                                          | Citizen Langlois                                                                                            | Едгардо Козаринський                                                                                        | Франція | Форум |
| 1995 | Священик | Priest | Антонія Берд                                                                                                | Велика Британія                                                                                             | Панорама |
| 1995 | Токійські брати і сестри                                                                                    | Tôkyô kyôdai                                                                                                | Дзюн Ітікава                                                                                                | Японія | Форум |
| 1996 | Сонце має вуха, щоб слухати                                                                                 | 太陽有耳 (Taiyang you er)                                                                                   | Хо Їм | Гонконг | Конкурс |
| 1996 | Літні танці                                                                                                 | Bulan tertusuk ilalang                                                                                      | Гарін Нугрохо                                                                                               | Індонезія                                                                                                   | Форум |
| 1996 | У пошуках кішки                                                                                             | Chacun cherche son chat                                                                                     | Седрік Клапіш                                                                                               | Франція | Панорама |
| 1997 | Річка | 河流 (He liu)                                                                                               | Цай Мінлян                                                                                                  | Тайвань | Конкурс |
| 1997 | Нікому немає діла                                                                                           | Nobody's Business                                                                                           | Алан Берлінер                                                                                               | США | Форум |
| 1997 | Середа (документальний)                                                                                     | Sreda | Віктор Косаковський                                                                                         | Німеччина                                                                                                   | Панорама |
| 1998 | Сада | 阿部定の生涯 (Abe Sada no shôgai)                                                                           | Нобухіко Обаясі                                                                                             | Японія | Конкурс |
| 1998 | У тій країні                                                                                                | В той стране                                                                                                | Лідія Боброва                                                                                               | Росія | Форум |
| 1998 | Фрагменти: Єрусалим (документальний)                                                                        | Shivrei T'munot Yerushalayim                                                                                | Рон Хавіліо                                                                                                 | Ізраїль | Форум |
| 1998 | Сью | Sue | Амос Коллек                                                                                                 | США | Панорама |
| 1999 | Це починається сьогодні                                                                                     | Ça commence aujourd'hui                                                                                     | Бертран Таверньє                                                                                            | Франція | Конкурс |
| 1999 | Чекай і дивись                                                                                              | あ、春 (Ah haru)                                                                                            | Сіндзі Сомай                                                                                                | Японія | Панорама |
| 1999 | Дилер | Dealer | Томас Арслан                                                                                                | Німеччина                                                                                                   | Форум |
| 2000 | Кімната чарічниць                                                                                           | La Chambre des magiciennes                                                                                  | Клод Міллер                                                                                                 | Франція | Конкурс |
| 2000 | Параграф 175 (документальний)                                                                               | Paragraph 175                                                                                               | Роб Епштейн та Джеффрі Фрідман                                                                              | США | Панорама |
| 2000 | Понеділок                                                                                                   | Monday | Сабу | Японія | Форум |
| 2001 | Італійська для початківців                                                                                  | Italiensk for begyndere                                                                                     | Лоне Шерфіґ                                                                                                 | Данія | Конкурс |
| 2001 | Вир | Maelström                                                                                                   | Дені Вільнев                                                                                                | Канада | Панорама |
| 2001 | Потім повинно було би бути прекрасно (документальний)                                                       | Danach hätte es schön sein müssen                                                                           | Карін Юшик                                                                                                  | Німеччина                                                                                                   | Форум |
| 2002 | Ранок понеділка                                                                                             | Lundi matin                                                                                                 | Отар Іоселіані                                                                                              | Франція | Конкурс |
| 2002 | Росія плюс електрика (документальний)                                                                       | Les soviets plus l'électricité                                                                              | Ніколя Рей                                                                                                  | Франція | Форум |
| 2003 | Дальнє світло                                                                                               | Lichter | Ганс-Крістіан Шмід                                                                                          | Німеччина                                                                                                   | Конкурс |
| 2003 | Вольфсбург                                                                                                  | Wolfsburg                                                                                                   | Крістіан Петцольд                                                                                           | Німеччина                                                                                                   | Панорама |
| 2003 | Еді | Edi | Піотр Тшаскальський                                                                                         | Польща | Форум |
| 2004 | Головою об стіну                                                                                            | Gegen die Wand                                                                                              | Фатіх Акін                                                                                                  | Німеччина Туреччина                                                                                         | Конкурс |
| 2004 | Зворотний бік Місяця                                                                                        | La Face cachée de la lune                                                                                   | Робер Лепаж                                                                                                 | Канада | Панорама |
| 2004 | Час, який ми вбили                                                                                          | The Time We Killed                                                                                          | Дженніфер Тодд Рівз                                                                                         | США | Форум |
| 2005 | Норовлива хмара                                                                                             | 天邊一朵雲 (Tiān biān yi duǒyún)                                                                            | Цай Мінлян                                                                                                  | Тайвань | Конкурс |
| 2005 | Різанина (документальний)                                                                                   | Massaker | Моніка Боргманн, Локман Слім та Герман Тайссен                                                              | Німеччина                                                                                                   | Панорама |
| 2005 | Шкіра бика                                                                                                  | 牛皮 (Niú pí)                                                                                               | Лю Цзяїнь                                                                                                   | КНР | Форум |
| 2006 | Реквієм | Requiem | Ганс-Крістіан Шмід                                                                                          | Німеччина                                                                                                   | Конкурс |
| 2006 | Крутіше не буває                                                                                            | Knallhart                                                                                                   | Детлев Бук                                                                                                  | Німеччина                                                                                                   | Панорама |
| 2006 | День у день                                                                                                 | In Between Days                                                                                             | Йонг Кім Со                                                                                                 | США Канада                                                                                                  | Форум |
| 2007 | Я обслуговував англійського короля                                                                          | Obsluhoval jsem anglického krále                                                                            | Їржі Менцель                                                                                                | Чехія | Конкурс |
| 2007 | Благочестя                                                                                                  | Takva | Озер Кизилтан                                                                                               | Туреччина                                                                                                   | Панорама |
| 2007 | Мисливські собаки                                                                                           | Jagdhunde                                                                                                   | Анн-Крістін Рейєльс                                                                                         | Німеччина                                                                                                   | Форум |
| 2008 | Озеро Тахо                                                                                                  | Lake Tahoe                                                                                                  | Фернандо Еймбке                                                                                             | Мексика | Конкурс |
| 2008 | Русалка | Русалка | Анна Мелікян                                                                                                | Росія | Панорама |
| 2008 | Наречені Аллаха                                                                                             | Shahida | Наталі Ассулін                                                                                              | Ізраїль | Форум |
| 2009 | Молоко скорботи                                                                                             | La teta asustada                                                                                            | Клаудія Льйоса                                                                                              | Перу Іспанія                                                                                                | Конкурс |
| 2009 | Північ | Nord | Руне Денстад Лангло                                                                                         | Норвегія | Панорама |
| 2009 | Одкровення любові                                                                                           | 愛のむきだし (Ai no mukidashi)                                                                              | Сіон Соно                                                                                                   | Японія | Форум |
| 2010 | Родина Рейнвальд                                                                                            | En Familie                                                                                                  | Пернілла Фішер Крістенсен                                                                                   | Данія | Конкурс |
| 2010 | Парад | Parêdo | Ісао Юкісада                                                                                                | Японія | Панорама |
| 2010 | Пастка для крабів                                                                                           | El vuelco del cangrejo                                                                                      | Оскар Руїс Навія                                                                                            | Колумбія | Форум |
| 2011 | Туринський кінь                                                                                             | A Torinói ló                                                                                                | Аньєс Граніцкі та Бела Тарр                                                                                 | Угорщина | Конкурс |
| 2011 | Історія неба                                                                                                | Hevunzu sutôrî                                                                                              | Такагіса Дзедзе                                                                                             | Японія | Форум |
| 2011 | Верхній поверх, ліве крило                                                                                  | Dernier Étage, gauche, gauche                                                                               | Анджело Чанчі                                                                                               | Франція | Панорама |
| 2012 | Табу | Tabu | Мігель Гоміш                                                                                                | Португалія                                                                                                  | Конкурс |
| 2012 | Хемель | Hemel | Саша Полак                                                                                                  | Нідерланди                                                                                                  | Форум |
| 2012 | Атомний вік                                                                                                 | L'Âge atomique                                                                                              | Елена Клотц                                                                                                 | Франція | Панорама |
| 2013 | Поза дитини                                                                                                 | Poziția copilului                                                                                           | Келін Петер Нецер                                                                                           | Румунія | Конкурс |
| 2013 | З волі Аллаха                                                                                               | Inch'Allah                                                                                                  | Анаїс Барбу-Лявалетт                                                                                        | Канада Франція                                                                                              | Панорама |
| 2013 | Еліо Ойтісіка (документальний)                                                                              | Hélio Oiticica                                                                                              | Сезар Ойтусіка Філю                                                                                         | Бразилія | Форум |
| 2014 | Кохати, пити і співати                                                                                      | Aimer, boire та chanter                                                                                     | Ален Рене                                                                                                   | Франція | Конкурс |
| 2014 | В його очах                                                                                                 | Hoje eu quero voltar sozinho                                                                                | Даніель Рібейро                                                                                             | Бразилія | Панорама |
| 2014 | Форма | Forma | Аюмі Сакамото                                                                                               | Японія | Форум |
| 2015 | Таксі | تاکسی (Taxi)                                                                                                | Джафар Панагі                                                                                               | Іран | Конкурс |
| 2015 | Легке падіння                                                                                               | Paridan az ertefa kam                                                                                       | Хамед Раджабі                                                                                               | Іран | Панорама |
| 2015 | Порухом рук                                                                                                 | Il gesto delle mani                                                                                         | Франческом Коерічі                                                                                          | Італія | Форум |
| 2016 | Смерть в Сараєво                                                                                            | Smrt u Sarajevu                                                                                             | Даніс Тановіч                                                                                               | Франція Боснія і Герцеговина                                                                                | Конкурс |
| 2016 | Алойс | Aloys | Тобіас Нолл                                                                                                 | Швейцарія Франція                                                                                           | Панорама |
| 2016 | Революція не транслюватиметься (документальний)                                                             | The Revolution Won't Be Televised                                                                           | Rama Thiaw                                                                                                  | Сенегал | Форум |
| 2017 | Тіло і душа                                                                                                 | Testről és lélekről                                                                                         | Ільдіко Еньєді                                                                                              | Угорщина | Конкурс |
| 2017 | Хиткий | Pendular | Юлія Мурат                                                                                                  | Бразилія | Панорама |
| 2017 | Почуття, більші ніж кохання                                                                                 | Shu'our akbar min el hob (документальний)                                                                   | Марі Джірманус Саба                                                                                         | Ліван | Форум |
| 2018 | Спадкоємиці                                                                                                 | Las herederas                                                                                               | Марсело Мартінессі                                                                                          | Парагвай | Конкурс |
| 2018 | Край річки                                                                                                  | River's Edge                                                                                                | Ісао Юкісада                                                                                                | Японія | Панорама |
| 2018 | Слон сидить на місці                                                                                        | An Elephant Sitting Still                                                                                   | Ху Бо | КНР | Форум |
| 2019 | Синоніми | Synonymes                                                                                                   | Надав Лапід                                                                                                 | Франція, Ізраїль, Німеччина                                                                                 | Конкурс |
| 2019 | Дафна | Dafne | Федеріко Бонді                                                                                              | Італія | Панорама |
| 2019 | Діти померлих                                                                                               | Die Kinder der Toten                                                                                        | Келлі Коппер та Павол Ліска                                                                                 | Австрія | Форум |